# 箱根湯の花ゴルフ場
箱根湯の花ゴルフ場（はこねゆのはなゴルフじょう）は、 神奈川県足柄下郡箱根町にあるゴルフ場である。

## 概要
「箱根湯の花ゴルフ場」は、富士箱根伊豆国立公園内の神奈川県の箱根駒ヶ岳を背に、遠く相模湾や江ノ島、房総の山並みが望まれる箱根駒ヶ岳の山裾の標高935ｍの湯の花高原のロケーションにレイアウトされた18ホールの高原コースである。
箱根湯の花ゴルフ場の開場は、終戦から7年後の1952年(昭和27年)で、神奈川県内では第4番目に歴史のある株式会社プリンスホテルグループのゴルフ場である。ゴルフ場の建設用地は、足柄下郡箱根町芦之湯地区の余裕を持った敷地規模に、コース設計を大谷光明と朝香 鳩彦との共同設計に依頼し、1952年（昭和27年）10月10日、18ホール規模のゴルフ場が開場された。隣接してプリンスホテルグループのリゾートホテル施設「箱根湯の花プリンスホテル」がある。
コースは、豪快な打ち上げや打ち下ろしがあり、大自然を感じさせることが出来るレイアウトに造られている。コースは全体的に距離は短い。1番ホールは「駒おろし」といい、駒ケ岳を背に気持よくティーショットできる。8番ホール「福は相模の海」といわれ、右ドッグレッグのコースである。名物ホールは、相模湾を一望できる18番ホールで「湯の香り」といい、広いフェアウェーに豪快なティーショットが楽しめる。

## 所在地
〒250-0523 神奈川県足柄下郡箱根町芦之湯93番地

## コース情報
- 開場日 - 1952年10月10日
- 設計者 - 大谷 光明、朝香 鳩彦
- コースタイプ - 丘陵コース
- コース - 18ホールズ、パー71、5,493ヤード、コースレート69.0
- フェアウェー - コウライ
- ラフ - ノシバ
- グリーン - 2グリーン、ベント（ペンクロス）
- ハザード - バンカー、池が絡むホール
- ラウンドスタイル - 全組セルフプレー、乗用カートのラウンド、1組4人が原則、状況によりツーサム可、乗用カート(5人乗り)リモコン式
- 練習場 - 無し
- 休場日 - 無し、冬季クローズ12月下旬 - 3月上旬[2]

## ギャラリー
- コース - 「箱根湯の花ゴルフ場」、コースレイアウト、2021年9月15日閲覧
- ハウス - 「箱根湯の花ゴルフ場」、施設案内、2021年9月15日閲覧

## 交通アクセス
鉄道
- 東海道新幹線 - 小田原駅より タクシー利用 約40分
- 小田急箱根 - 箱根湯本駅より タクシー利用 約25分[3]

道路
- 箱根新道 - 須雲川ICより 12 km
- 小田原厚木道路 - 小田原西ICより 17 km[3]

## 関連文献
- 『全国ゴルフ・コース案内 関東篇 第2集』、「箱根湯の花ゴルフ場」、水谷準著、東京 ベースボール・マガジン社、1961年、2021年9月15日閲覧
- 『ゴルフ場ガイド 東版』、2006-2007、「箱根湯の花ゴルフ場」、東京 ゴルフダイジェスト社、2006年5月、2021年9月15日閲覧